# Troubadouren
Troubadouren is een gedicht van Johan Sebastian Welhaven. Troubadouren verscheen voor het eerst in Nyere Digte uit november 1844. Het gedicht in vierregelige stanzas en gaat over de Franse minstreel Bernard de Ventadour.

## Muziek

### Halfdan Kjerulf
De dichter woonde ten tijde van het schrijven in bij de componist Halfdan Kjerulf. Die schreef al in 1843 zijn eerste versie van een lied op tekst van Troubadouren. Kjerulf was verzot op de dichtbundel en zou (pogen) 10 liederen op teksten uit Nyere Digte (te) componeren (ook HK22 is afkomstig uit die bundel). Kjerulf schreef het lied voor zangstem en piano. Dat laatste instrument dient om de arpeggios van de harp (vaak het instrument van de minstreel) te vervangen. Troubadouren is deze versie bleef onuitgegeven. In 1868 schreef Kjerulf een nieuwe versie, ditmaal voor tenor, koor en piano, het werk ging een jaar later in premiere. 

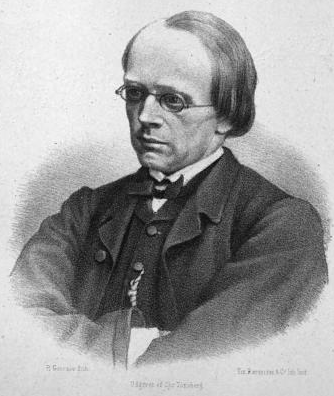
Halfdan Kjerulf

### Oscar Borg
Oscar Borg, een componist uit Halden, schreef ook een lied op de tekst van Welhaven. Binnen het oeuvre van de componist is dat een uitzondering, Borg schreef namelijk verreweg zijn meeste muziek voor harmonieorkest en fanfares en wel voor zijn orkest. De grootste deel van zijn muziek bestaat dan ook uit marsen, zoals Gamle Halden. Troubadouren is een lied geschreven voor a-capellakoor, uit Halden. Waarschijnlijk schreef Borg het voor het "6te store sangerfest 1883 i Trondheim", alwaar hij optrad met een koor uit Halden. 